# Сезон ураганов
«Сезо́н урага́нов» (англ. Hurricane Season; изначально назывался «Патрио́ты» — англ. Patriots) — художественный фильм Тима Стори в жанре спортивной драмы, который вышел в 2009 году. Главные роли в фильме исполняют Форест Уитакер, Тараджи Хенсон, Бонни Хант, рэперы Lil Wayne и Bow Wow. Сценарий фильма написал Роберт Эйзеле, а продюсируют его Братья Реймонд и Скотт Глассголд.
Одной из съёмочных площадок фильма была Арена Фогельмана университета Тулейн.

## Сюжет
Через год после урагана Катрина Эл Коллинз (Форест Уитакер), тренер по баскетболу у старшеклассников в Марреро, штат Луизиана, собирает команду из игроков, которые до катастрофы учились в пяти разных школах, и ведёт их к первенству штата.

## В ролях
- Форест Уитакер — Эл Коллинз
- Тараджи Хенсон — Дайна Коллинз
- Клио Томас — Дэвид Уиллис
- Бонни Хант — директор Дюрант
- Чайна Энн Макклейн — Алана Коллинз
- Джей Би Смув — Сэм, водитель автобуса
- Исайя Уошингтон — тренер Бадди Симмонс
- Bow Wow — Гэри Дэвис
- Робби Джонс — Брайан Рэндольф
- Кортни Б. Вэнс — мистер Рэндольф
- Майкл Гэстон — тренер Фрэнк Лэндон
- Lil Wayne — Ламон Джонсон
- Шоуни Томас — Халил Таннер
- Реймонд Кинг — Мани